# 暴怒號航空母艦
暴怒號航空母艦（英語：HMS Furious）是第一次世界大戰期間英國皇家海軍建造的光榮級戰鬥巡洋艦的改進型。該艦的設計目的是支持第一海務大臣費舍爾倡導的波羅的海計劃，其裝甲非常薄，主砲僅有兩門18英寸（460 mm）炮。暴怒號在建造期間被改裝為航空母艦，艦艏主砲被拆除，空間用於安裝飛行甲板，因此飛機降落時必須避開上層建築。在戰爭後期，該艦拆除了艦艉主炮，並在上層建築後方安裝了第二個飛行甲板，但上層建築帶來的湍流嚴重影響飛機降落。戰後，暴怒號曾短暫閒置，直到1920年代初才改建為全通飛行甲板。
改裝後，暴怒號被廣泛用於海軍飛機試驗，後來在20世紀30年代末皇家方舟號等新型裝甲航空母艦投入使用後，它被用作訓練航空母艦。 在第二次世界大戰的最初幾個月，該艦主要在北大西洋搜尋德國襲擊軍艦並護送船隊。這種情況在1940年初的挪威戰役中發生了巨大變化，當時她的飛機除了攻擊德國船隻之外，還為岸上的英國軍隊提供空中支援。該艦在戰役期間首次用於運送飛機。5月英軍撤出後，該艦在挪威進行了幾次反艦攻擊，但收效甚微，之後才開始為皇家空軍提供穩定的飛機運送服務。
起初，暴怒號曾數次前往西非，但於1941年開始向直布羅陀運送飛機。1941年中期，該艦對德國佔領的北冰洋港口進行了一次不成功的襲擊。該艦在美國接受了長時間的改裝，在1942年4月返回後進行了幾個月的訓練。1942年中期，她又運送飛機幾次，之後作為1942年11月的火炬行動開始階段的一部分，她的飛機襲擊了維希法屬阿爾及利亞的機場。她一直在地中海艦隊服役，直到1943年2月被納入本土艦隊。

## 照片

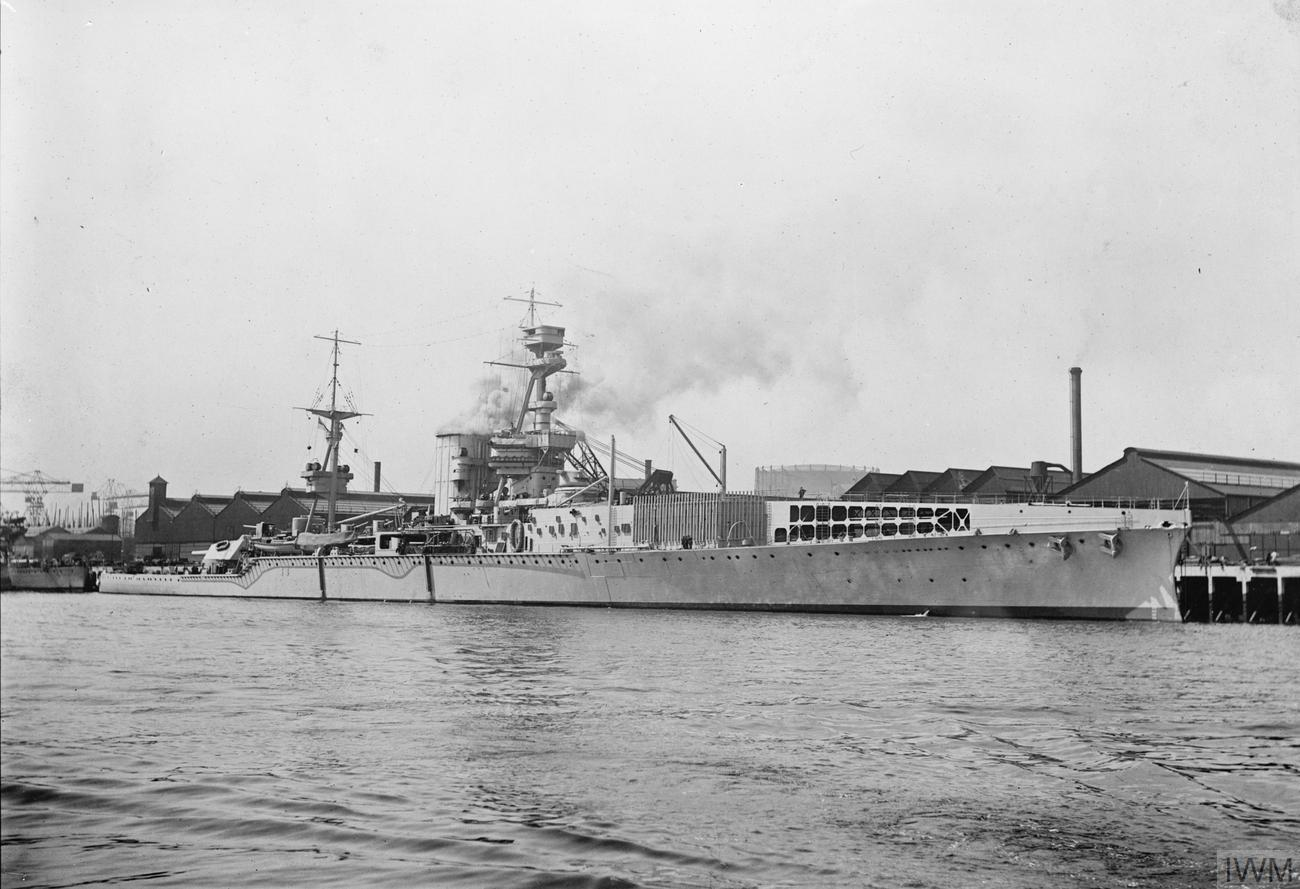
艦艏安装了飞行甲板的“暴怒”号
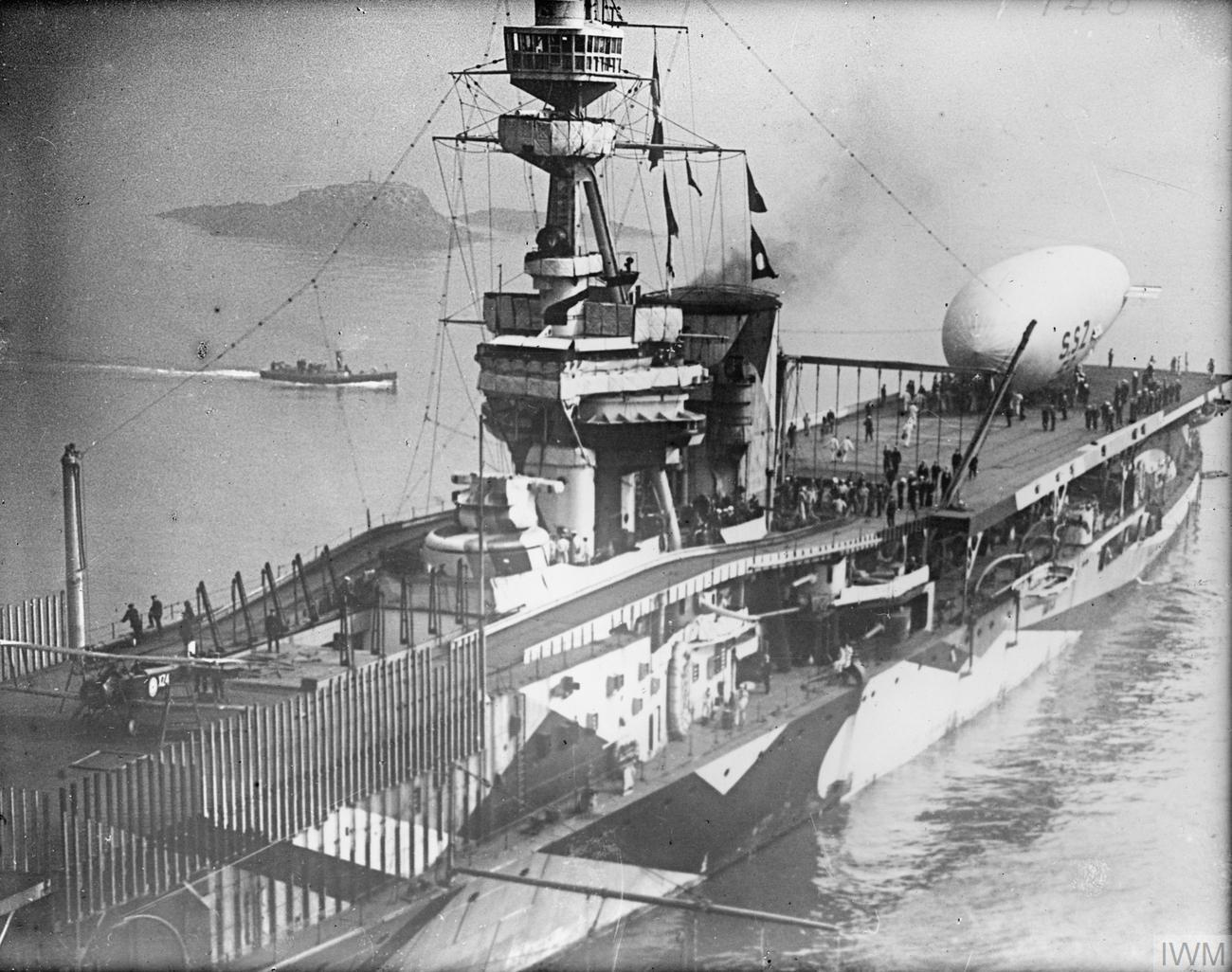
艦艉加装降落用甲板的“暴怒”号
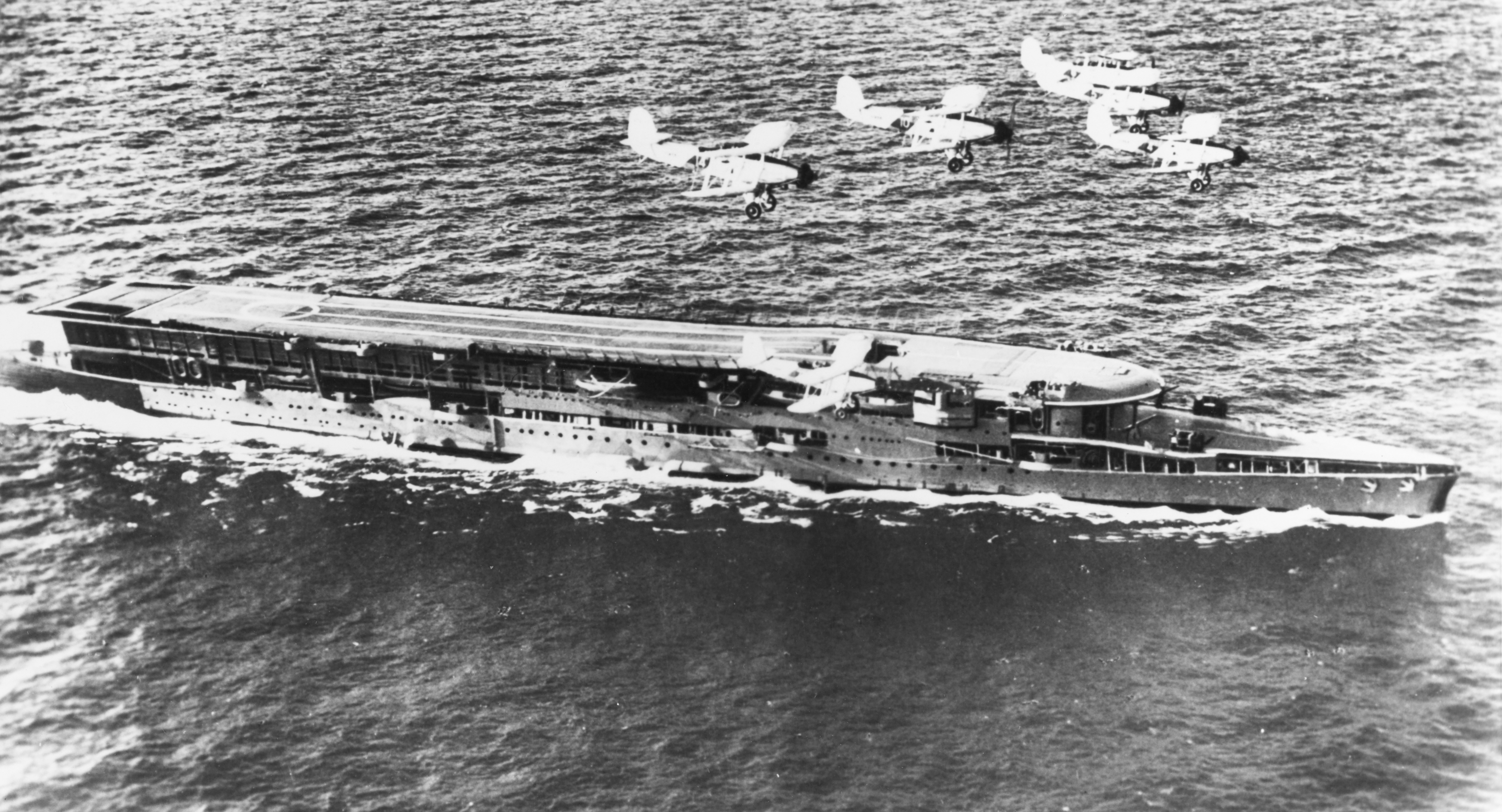
改装全通式飞行甲板的“暴怒”号